# 藤之木站

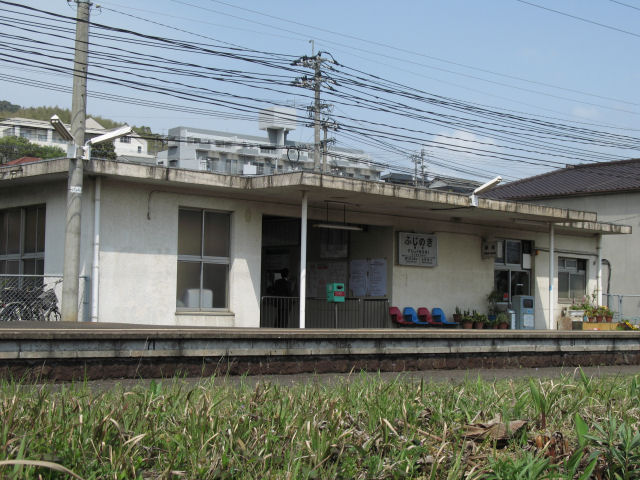
車站大樓（從站內觀看）

藤之木站（日语：／ Fujinoki eki */?）是位於福岡縣北九州市若松區赤島町1番37號，九州旅客鐵道（JR九州）的筑豐本線（若松線）車站。車站編號為JE05。

## 歷史
- 1944年（昭和19年）8月12日[1]- 運輸通信省開設此站[3]。
- 1987年（昭和62年）4月1日 - 伴隨國鐵分割民營化，車站由九州旅客鐵道（JR九州）營運。
- 2009年（平成21年）3月1日 - 此站可以使用IC卡「SUGOCA」[4]。
- 2015年（平成27年）3月14日 - 成為無人車站[2]。
- 2017年（平成29年）3月4日 - 若松站至新入站之間（折尾站除外）10座站一同引入車站遠端資訊系統（Smart Support Station）（日语：駅集中管理システム）「ANSWER」。[5][6]。

## 車站構造
車站是一座地面車站，設有2面2線的相對式月台。此站設有自動售票機、IC卡增值機和IC卡專用簡易型自動閘機。此站可使用SUGOCA等卡和磁式車票。當乘客在此站使用磁式車票時，乘車時只需直接通過閘口，在下車把車票與車費投入回收箱內。此站不可購買SUGOCA，但可為SUGOCA增值。

### 月台
| 月台 | 路線   | 上下行 | 方向     |
| ---- | ------ | ------ | -------- |
| 1    | 若松線 | 上行   | 若松方向 |
| 2    | 若松線 | 下行   | 折尾方面 |

## 使用狀況
在2016年（平成30年）度，1日平均乘車人次為282人。
| 年度   | 1日平均 乘車人次 |
| ------ | ---------------- |
| 2000年 | 340              |
| 2001年 | 334              |
| 2002年 | 313              |
| 2003年 | 311              |
| 2004年 | 291              |
| 2005年 | 281              |
| 2006年 | 285              |
| 2007年 | 278              |
| 2008年 | 269              |
| 2009年 | 263              |
| 2010年 | 268              |
| 2011年 | 268              |
| 2012年 | 267              |
| 2013年 | 283              |
| 2014年 | 282              |
| 2015年 | 284              |
| 2016年 | 282              |

## 車站周邊
- 國道199號（日语：国道199号）
- 若松假日急診診所（車站南邊）
- 藤之木市民中心
- 白山神社
- 北九州市立石峯中學（日语：北九州市立石峯中学校）
- 北九州市立藤木小學（日语：北九州市立藤木小学校）
- 福岡縣警（日语：福岡県警察）若松警署（日语：若松警察署）
- 福岡迴聲信用金庫（日语：福岡ひびき信用金庫）宮丸出張所

## 相鄰車站
九州旅客鐵道（JR九州）
 若松線（筑豐本線）
若松（JE06）－藤之木（JE05）－奧洞海（JE04）

## 注腳
1. 1 2 3 4 5 6  . 週刊JR全駅・全車両基地 (朝日新聞出版). 2012-09-23, (07): 21 （日语）.
2. 1 2  小原擁(2015年3月7日). “JR九州:無人化、新たに20駅発表”. 毎日新聞 (毎日新聞社)
3. ↑  在戰時中，只限定期券利用者才可上落此站[1]。
4. ↑  . 交通新聞 (交通新聞社). 2009-03-03: 1.
5. ↑   (PDF) (新闻稿). 九州旅客鉄道. 2017-02-03  [2020-02-07]. （原始内容存档 (PDF)于2018-09-28） （日语）.
6. ↑  . 交通新聞 (交通新聞社). 2017-02-08: 1.
7. ↑  SUGOCA 利用可能エリア （页面存档备份，存于）（日語） 九州旅客鐵道，截至2019年4月1日（2020年1月13日參閲）
8. ↑  北九州（運輸・通信）和 JR上下車人次

## 外部連結
- 藤之木（車站資訊） - 九州旅客鐵道（日語）